# Città regia (Ungheria)
Una Città regia nel regno d'Ungheria (latino libera regia civitas, ungherese szabad királyi város, slovacco slobodné kráľovské mesto, croato slobodni kraljevski grad, serbo слободни краљевски град) era una città dipendente direttamente dalla corona ungherese e dotata di alcuni privilegi. Tale status prese forma a partire dal XV secolo ed ebbe valore effettivo fino al 1871, sebbene formalmente le città regie continuassero a fregiarsi del titolo fino ai primi decenni del XX secolo.
Una traduzione italiana più corretta del titolo dovrebbe essere però "libera città reale", poiché le città che godevano di questo status erano al tempo stesso "regie", in quanto soggette direttamente alla corona e non dipendenti da alcun potere feudale intermedio di qualsiasi natura, e "libere" poiché godevano di alcuni privilegi, legati principalmente all'autonomia amministrativa e giudiziaria.
Città semplicemente "regie" sono attestate in Ungheria fin dal XIII secolo, ma è appunto nel Quattrocento che prende forma l'istituto giuridico tipico dell'età moderna, nella forma più compiuta.
In tal senso l'istituto della Città regia ungherese era analogo a quello delle Universitates demaniali del Regno delle Due Sicilie, a quello delle bonnes villes francesi, e de jure anche a quello delle città libere dell'Impero del Sacro Romano Impero, le quali però nei fatti erano paragonabili a veri e propri Stati indipendenti (soprattutto dopo la Pace di Westfalia).

## Le città regie nel XIX secolo
Il novero delle città regie ungheresi fu alquanto variabile, in virtù delle successive evoluzioni dell'istituto, e anche a causa della tormentata storia politica del regno; nel XIX secolo le città erano le seguenti:
(vicino a ogni città viene indicato tra parentesi lo Stato attuale di cui fa parte: AT = Austria, HU = Ungheria, RO = Romania, RS = Serbia, SK = Slovacchia)
- Alba Iulia (RO)
- Arad (RO)
- Baia Mare (RO)
- Baia Sprie (RO)
- Banská Bystrica (SK)
- Banská Štiavnica (SK)
- Bardejov (SK)
- Bratislava (SK)
- Brezno (SK)
- Budapest (HU)
- Cluj-Napoca (RO)
- Debrecen (HU)
- Dumbrăveni (Sibiu) (RO)
- Eisenstadt (AT)
- Esztergom (HU)
- Gherla (RO)
- Győr (HU)
- Kežmarok (SK)
- Komárom (HU)/Komárno (SK)
- Košice (SK)
- Kőszeg (HU)
- Kremnica (SK)
- Krupina (SK)
- Levoča (SK)
- Ľubietová (SK)
- Modra (SK)
- Nová Baňa (SK)
- Novi Sad (RS)
- Pécs (HU)
- Pezinok (SK)
- Prešov (SK)
- Pukanec (SK)
- Rust (AT)
- Sabinov (SK)
- Satu Mare (RO)
- Skalica (SK)
- Sombor (RS)
- Sopron (HU)
- Subotica (RS)
- Svätý Jur (SK)
- Seghedino (HU)
- Székesfehérvár (HU)
- Târgu Mureș (RO)
- Timișoara (RO)
- Trenčín (SK)
- Trnava (SK)
- Zvolen (SK)

Nel 1877 la maggior parte delle città regie fu trasformata in "comuni urbani", pur mantenendo ancora formalmente il titolo; rimasero a tutti gli effetti città regie Arad, Banská Štiavnica, Bratislava, Budapest, Cluj-Napoca, Debrecen, Győr, Komarom, Košice, Novi Sad, Pécs, Satu Mare, Sombor, Sopron, Subotica, Seghedino, Székesfehérvár, Târgu Mureș, Timișoara. Queste ultime città furono trasformate in "città con municipio" nel 1886, fatto che determinò la fine dell'istituto della Città regia (Budapest ebbe uno status a sé stante); in ogni caso il titolo formale continuò ad essere usato fino agli inizi del XX secolo.
Con la fine della monarchia austro-ungarica e lo smembramento dell'Ungheria, il titolo venne abbandonato. Una sopravvivenza è tuttavia rappresentata dallo status di città statutarie di cui godono le due città austriache di Eisenstadt e Rust, fino al 1920 parte delle terre della Corona di Santo Stefano come tutto l'attuale Burgenland. Lo status di città statutarie fu loro riconosciuto nel 1926 proprio per il fatto di essere state città regie ungheresi.